# East Harting
East Harting – osada w Anglii, w hrabstwie West Sussex, w dystrykcie Chichester. Leży 17 km na północ od miasta Chichester i 79 km na południowy zachód od Londynu.